# Friderik II. Veliki
Friderik Grigor II. Pruski, tudi Friderik II. Veliki (nemško Friedrich der Grosse), pruski kralj, *24. januar 1712, Berlin, Prusija, † 17. avgust 1786, Potsdam, Prusija. 
Bil je eden od razsvetljenih absolutistov. Zaznamovan z idejami razsvetljenstva, in je kot pruski kralj zagovarjal absolutno oblast vladarja, ki naj dela v dobro ljudstva. Pripisujejo mu izrek: »Vse za ljudstvo, toda nič z ljudstvom«. Na njegove reforme je močno vplival francoski razsvetljeni filozof Voltaire.

## Vladavina
Friderik II. Veliki je sledil predvsem dvema ciljema: želel je okrepiti notranjo in zunanjo moč države ter dvigniti življenjski standard državljanov. Državo je tudi ozemeljsko povečal. Tako je v šlezijskih vojnah, v spopadu za avstrijsko nasledstvo, od Avstrije pridobil Šlezijo, ob delitvi Poljske pa je Prusija razširila svoje ozemlje tudi proti vzhodu in se spreminjala v velesilo.
Blaginjo državljanov je utrjeval z različnimi reformami. Zvest merkantilistični ekonomski politiki je spodbujal stabilnost državnih financ in trgovine, predvsem protekcionistično varovanje lastnega gospodarstva z novimi carinami in davki, npr. na tobak in sol. Poznan je po tem, da je olajšal položaj podložnikov, ukinil smrtno kazen na lastnih posestih, prepovedoval mučenje v sodnih postopkih, razglasil versko toleranco, pospeševal razvoj šolstva in kulture. 
Na državni ravni je spodbujal modernizacijo uprave. V svojem vladanju se je oprl na dobro organizirano in močno vojsko, ki je pa urejena in na področju javne sfere pomembna že od samega nastajanja Prusije.